# Foramen magnum
Foramen magnum (česky: velký týlní otvor, případně velký otvor) je největší nepárový otvor do lebeční dutiny. Nachází se v týlní kosti na spodině lebeční. Slouží jako průchod pro prodlouženou míchu, cévy a nervy; spojuje lebeční dutinu s páteřním kanálem.
Foramen magnum tvoří anatomické centrum týlní kosti, kterou tak rozděluje na tři části:
- přední – pars basilaris
- párové boční – partes laterales
- zadní – šupinu týlové kosti, squama occipitalis

Skrz foramen magnum prochází:
- prodloužená mícha - medulla oblongata
- přídatný nerv (XI. hlavový nerv - nervus accesorius
- páteřní tepny - aa.vertebrales
- přední a zadní míšní tepny - aa.spinales anteriores et posteriores

Bipedie způsobuje posuv otvoru.